# Leah Pipes

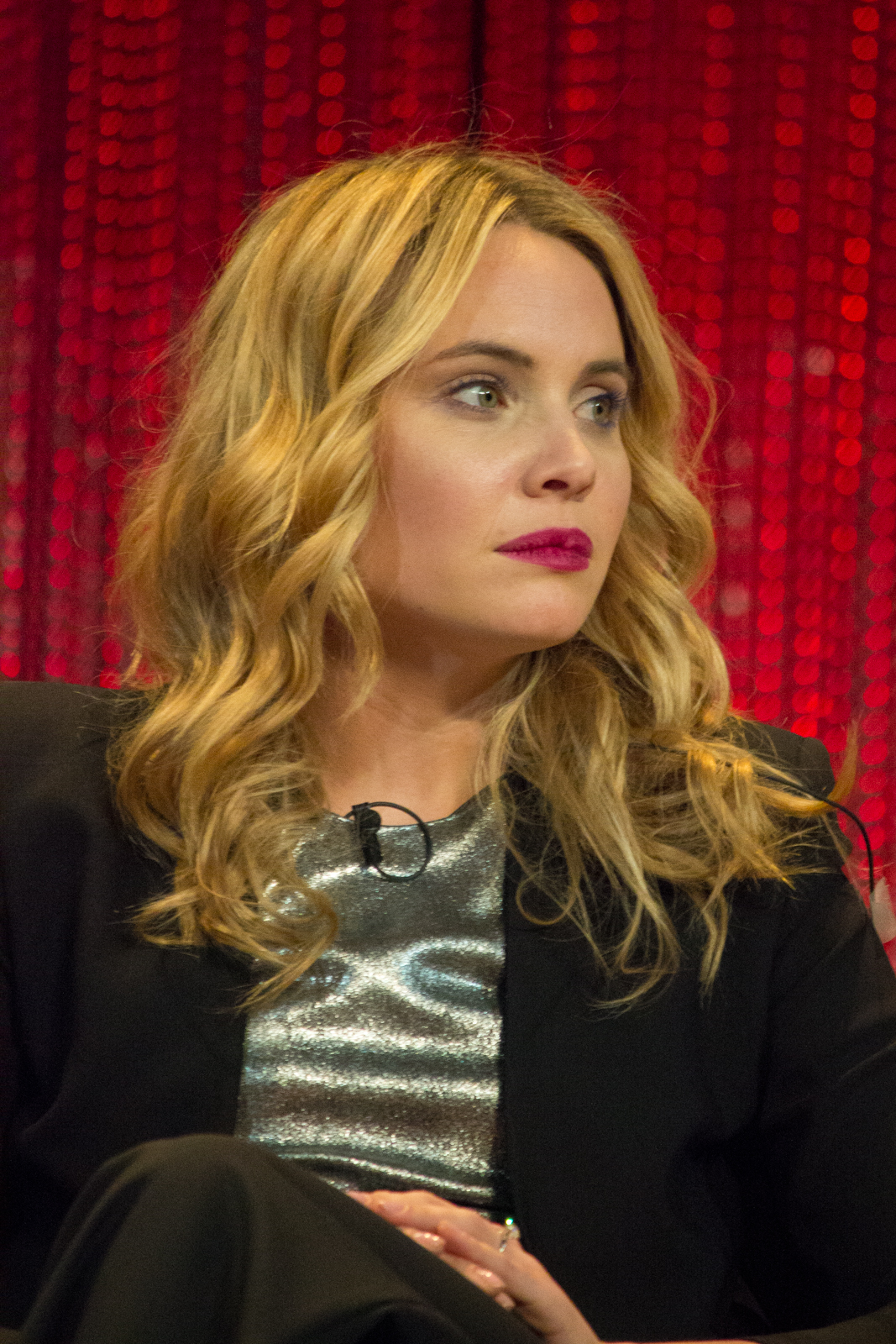
Leah Pipes (2014)

Leah Marie Pipes (* 12. August 1988 in Los Angeles, Kalifornien) ist eine US-amerikanische Schauspielerin.

## Leben und Karriere

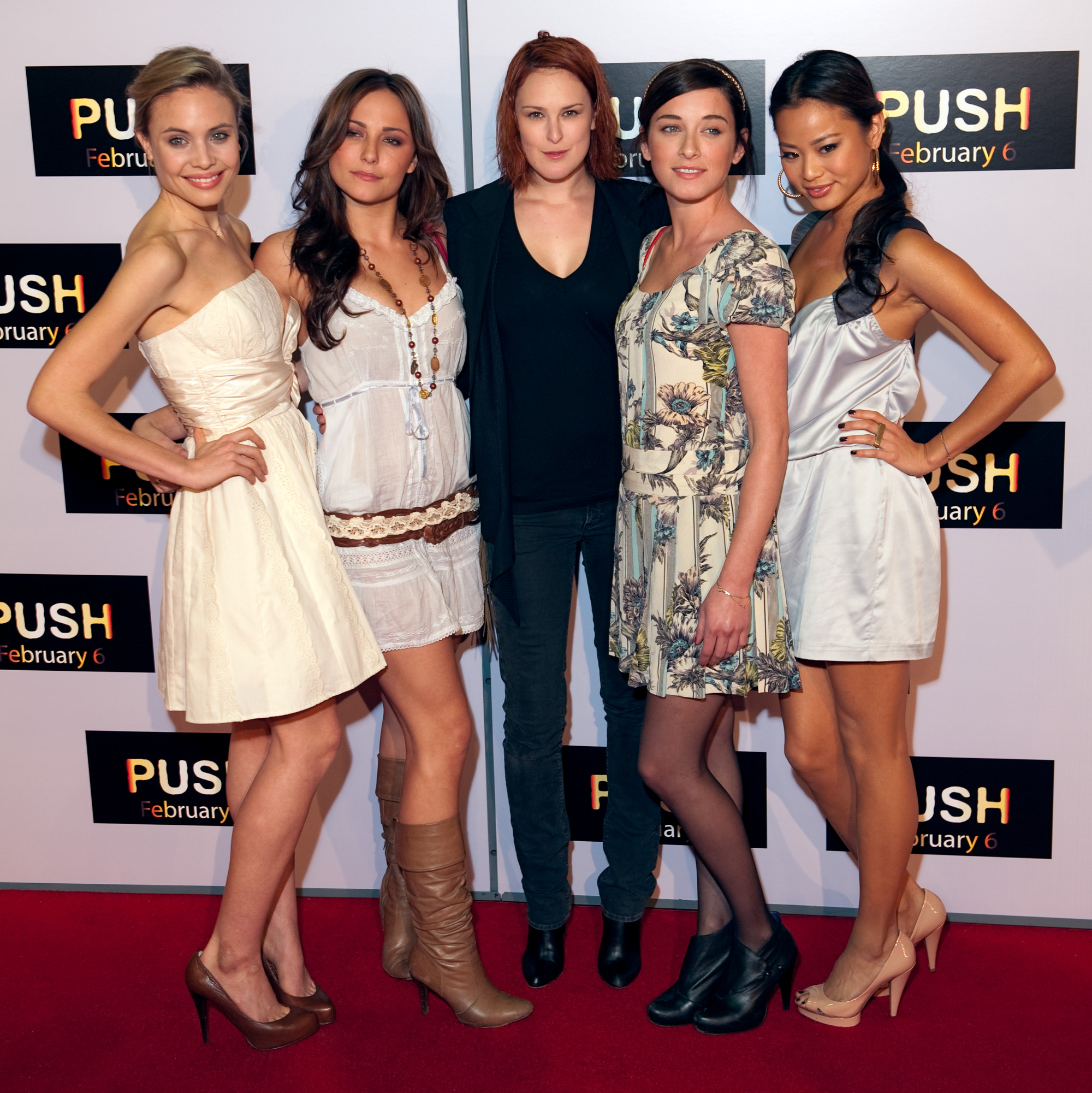
Leah Pipes (ganz links) im Cast von Sorority Row im Januar 2009

Die im Jahre 1988 in der Metropole Los Angeles geborene Pipes begann zuerst einige Arbeiten im Werbebereich, wo sie noch in jungen Jahren in Werbespots von Nabisco und Disneyland zu sehen war. Ihre erste namhafte Rolle in Film und Fernsehen erhielt sie Quellen zufolge im Januar 2001, als sie in einer Folge von Angel – Jäger der Finsternis zu sehen war. Nach weiteren Engagements in der Werbung fand sie im Jahre 2003 erneut zurück zur Schauspielerei und war dabei in allen sechs Folgen von Lost at Home zu sehen. 2004 folgte schließlich ihre erste Hauptrolle in einem Film, als sie in Der perfekte Rockstar, einer Disney-Produktion, an der Seite von Ricky Ullman und Spencer Redford eingesetzt wurde. Nachdem sie noch im gleichen Jahr in einer Episode der Fernsehserie Drake & Josh eine Cheerleaderin mimte, war sie im darauffolgenden Jahr mit Odd Girl Out bereits ein weiteres Mal in einer Filmproduktion zu sehen. Auch hier war die junge Schauspielerin, die vier Geschwister (einen Bruder und drei Schwestern) hat, in einer wesentlichen Rolle zu sehen. Daneben war sie in den Jahren 2004 und 2005 auch in fünf Episoden der nur kurzlebigen Fernsehserie Clubhouse aktiv und war noch dazu im Film Fertile Ground zu sehen. Des Weiteren hatte sie es in diesem Jahr auch noch einen Auftritt in einer Folge von Malcolm mittendrin, gefolgt von Auftritten in jeweils einer Folge von Bones – Die Knochenjägerin und Shark im Jahre 2006. Nachdem sie in diesem Jahr auch im Film Fingerprints in einer Hauptrolle zu sehen war, kam sie in den folgenden Jahren vermehrt in Film und Fernsehen zum Einsatz.
2007 war die fußballbegeisterte Pipes im Fußballfilm Kick It Like Sara in der Hauptrolle der Sara im Einsatz, hatte einen Auftritt in einer Folge von Crossing Jordan – Pathologin mit Profil und kam zudem in den Cast von Life Is Wild. Bei der in Südafrika gedrehten und mit 13 Episoden datierten Serie spielte sie in einer Hauptrolle die Katie Clarke. Im Jahre 2008 war sie in jeweils einer Episode zweier weiterer Serien (Ghost Whisperer – Stimmen aus dem Jenseits und Terminator: The Sarah Connor Chronicles) im Einsatz. 2009 war sie im Film Fault Line und in einer Hauptrolle in Schön bis in den Tod, auch bekannt unter dem Namen Sorority Row, zu sehen. Im Anschluss an den Film wurde Pipes zusammen mit ihren Schauspielkolleginnen Briana Evigan, Rumer Willis, Jamie Chung, Audrina Patridge und Margo Harshman bei der ShoWest Convention mit dem ShoWest Award in der Kategorie Female Star of Tomorrow ausgezeichnet. 2010 folgte eine Hauptrolle in der Fernsehserie The Deep End, wo sie in allen sechs produzierten Episoden zu sehen war und kam danach noch in den Serien Law & Order: LA und The Defenders in jeweils einer Folge zum Einsatz. Im Jahr 2011 hatte sie eine Rolle im Film Conception. 2013 stand sie in der Rolle der Sarah im Horror-Thriller The Devil’s Hand des dänischen Regisseurs Christian E. Christiansen vor der Kamera.
Nach einem Gastauftritt im April 2013 in der Backdoor-Pilotfolge, die bei Vampire Diaries gezeigt wurde, übernahm sie in dessen Spin-off The Originals die Hauptrolle der Camille O’Connell.

## Filmografie (Auswahl)
- 2001: Angel – Jäger der Finsternis (Angel, Fernsehserie, eine Folge)
- 2003: Lost at Home (Fernsehserie, 6 Folgen)
- 2004: Der perfekte Rockstar (Pixel Perfect)
- 2004: Drake & Josh (Fernsehserie, eine Folge)
- 2004–2005: Clubhouse (Fernsehserie, 5 Folgen)
- 2005: Fertile Ground
- 2005: Malcolm mittendrin (Malcolm in the Middle, Fernsehserie, eine Folge)
- 2005: Odd Girl Out
- 2006: Bones – Die Knochenjägerin (Bones, Fernsehserie, eine Folge)
- 2006: Fingerprints
- 2006: Shark (Fernsehserie, eine Folge)
- 2007: Crossing Jordan – Pathologin mit Profil (Crossing Jordan, Fernsehserie, eine Folge)
- 2007: Kick It Like Sara (Her Best Move)
- 2007–2008: Life Is Wild (Fernsehserie, 11 Folgen)
- 2008: Ghost Whisperer – Stimmen aus dem Jenseits (Ghost Whisperer, Fernsehserie, eine Folge)
- 2008: Terminator: The Sarah Connor Chronicles (Fernsehserie, eine Folge)
- 2009: Fault Line
- 2009: Schön bis in den Tod (Sorority Row)
- 2010: The Deep End (Fernsehserie, 6 Folgen)
- 2010: Law & Order: LA (Fernsehserie, eine Folge)
- 2010: The Defenders (Fernsehserie, eine Folge)
- 2011: Conception
- 2011: Literally, Right Before Aaron (Kurzfilm)
- 2012: Into the Dark
- 2013: Jodi Arias: Dirty Little Secret
- 2013: Glee (Fernsehserie, eine Folge)
- 2013: Vampire Diaries (The Vampire Diaries, Fernsehserie, Episode 4x20)
- 2013–2017: The Originals (Fernsehserie, 66 Folgen)
- 2014: The Devil’s Hand
- 2016: Heatstroke (Kurzfilm)
- 2016: Change of Heart (Fernsehfilm)
- 2018: Mommy Group Murder (Fernsehfilm)
- 2019: Charmed (Fernsehserie, 8 Folgen)
- 2019: Die Weihnachtskönigin – (K)ein Like zum Fest (A Beauty & the Beast Christmas)
- 2021: 9-1-1: Notruf L.A. (9-1-1, Fernsehserie, Episode 4x08)
- 2022: Exploited
- 2023: Avenue of the Giants

## Auszeichnung
- 1× ShoWest Award in der Kategorie Female Star of Tomorrow: 2009 (zusammen Briana Evigan, Rumer Willis, Jamie Chung, Audrina Patridge und Margo Harshman)